# Simeiz Vallis
La Simeiz Vallis era una struttura geologica individuata sulla superficie di Mercurio, derubricata dall'IAU nel marzo 2013.
La valle era dedicata al radiotelescopio di Simeiz, in Crimea.